# أنتي ترومبيك
أنتي ترومبيك (بالكرواتية: Ante Trumbić)‏ كان سياسيًا كرواتًيا   في بداية القرن العشرين وهو أحد الشخصيات الرئيسية في إنشاء دولة يوغوسلافية مستقلة.

## روابط خارجية
- أنتي ترومبيك على موقع الموسوعة البريطانية (الإنجليزية)